# Лорта, Робер
Робер Лорта́ (фр. Robert Lortat, настоящая фамилия Лорта-Жакоб, фр. Lortat-Jacob; 12 сентября 1885, Париж — 5 мая 1938, Париж) — французский пианист.
Окончил Парижскую консерваторию (1901) по классу Луи Дьемера. Со второй половины 1900-х гг. вёл активную концертную деятельность, гастролировал в Германии и Англии. Приобрёл наибольшую известность как исполнитель произведений Фридерика Шопена, был вторым пианистом (после Вильгельма Бакхауса), записавшим все шопеновские этюды, записал также двадцать четыре прелюда, четырнадцать вальсов и Вторую сонату. Особые отношения также связывали пианиста с Габриэлем Форе и его музыкой: так, летом 1914 года в Лондоне Лорта исполнил в трёх концертах все фортепианные пьесы Форе, а в 1921 году принял участие в премьере Второго фортепианного квинтета.
Во время Первой мировой войны был призван на военную службу и сильно пострадал при газовой атаке. В послевоенные годы выступал значительно меньше, однако нередко аккомпанировал Жаку Тибо. Написал музыкальную драму о Ференце Листе.